# Змейка (игра)
«Зме́йка» (англ. Snake), также «Питон», «Удав», «Червяк» — жанр компьютерных игр, в которых игрок управляет «головой» растущей линии («змеи») и не должен позволять ей столкнуться с препятствиями, в том числе со своим «хвостом». Первые подобные игры возникли в 1970-х годах.
Наиболее известна версия от Nokia (Snake, Snake 2, Snake 3, Snake Xenzia), впервые появившаяся в кнопочном телефоне Nokia 6110. Разработана финским разработчиком Танели Арманто.

## Игровой процесс
Игрок управляет длинным, тонким существом, напоминающим змею, которое ползает по плоскости (как правило, ограниченной стенками), собирая еду (или другие предметы), избегая столкновения с собственным хвостом и краями игрового поля (существуют варианты, где при прохождении через край змея выходит из противоположного края поля). Каждый раз, когда змея съедает кусок пищи, она становится длиннее, что постепенно усложняет игру.
В другом варианте двое играют двумя такими змеями так, чтобы вынудить соперника врезаться во что-то.

## История
Игра Blockade была выпущена Gremlin Interactive в 1976 году. Двое застраивают клетки поля так, чтобы соперник врезался в свою или чужую стену.
В 1978 году химик Питер Трефонас, подрабатывавший разработкой игр, пишет «Worm» для TRS-80.
Игра «Tron» (1982) содержит гонку на световых мотоциклах на манер «Blockade», с одним улучшением: мотоцикл можно на время ускорить, чтобы выбраться из ловушки.
В дальнейшем «питончиков» писали для многих компьютеров — скорости даже интерпретируемого Бейсика хватало, чтобы сделать качественный геймплей (каждый такт игра должна была только стереть хвост и нарисовать голову, для этого использовалась структура данных «кольцевой буфер»).
В 1995 году в компанию Nokia приходит работать Танели Арманто — программист из Финляндии с небольшим опытом в игровой индустрии. Он же получает задание придумать для телефона Nokia 6110 несколько простых игр, которые подходили бы по его мощности. Арманто же, в свою очередь, предлагает компании сделать всего лишь одну игру. Изначально Танели был уверен в своём варианте — тетрисе. Он уже успел его адаптировать и протестировать, как получил жесткое требование от компании Tetris — с каждого проданного телефона она получает свою долю денег. Однако, в Nokia всех смутила фраза про «каждый проданный телефон», ведь они не собирались вести точный счет продаж. Окончательное решение находится, когда Арманто играет со своим другом на Apple Macintosh в игру, где каждый управляет своей змеей. Арманто ищет похожие игры и находит будущий первоисточник — игру Blockade 1976 года, от которой и пошли истоки «Змейки».
Танели позднее сам вспоминал о том, что изначальная версия игры была гораздо труднее конечного варианта: у него у самого не получалось стать чемпионом, и, как он сам считает, единственный способ прохождения — тренировки. Чтобы у игрока был шанс на спасение при врезании в стенку, он добавил несколько миллисекунд задержки.
«Змейка» стала визитной карточкой Nokia. На смартфонах Nokia Series 60 встречались трёхмерные версии игры, «шкурки» для интерфейса в стиле «змейки».